# Anisodes immixta
Anisodes immixta là một loài bướm đêm trong họ Geometridae.